# Corbas
Corbas település Franciaországban, Métropole de Lyon különleges státuszú nagyvárosban (métropole: nagyjából „megyei jogú város”). Lakosainak száma 11 196 fő (2022. január 1.). Corbas Vénissieux, Chaponnay, Feyzin, Marennes, Mions, Saint-Priest és Saint-Symphorien-d'Ozon községekkel határos.

## Népesség
A település népességének változása:
| Lakosok száma | 10 968 | 11 055 | 11 277 | 11 050 | 11 108 | 11 196 | 11 161 | 10 932 | 11 196 |
|               | 2013   | 2015   | 2016   | 2017   | 2018   | 2019   | 2020   | 2021   | 2022   |